# .invalid
.invalid — общий домен верхнего уровня. Зарезервирован Internet Engineering Task Force (англ. IETF) в RFC 2606 в июне 1999 года. Не предназначен для установки в качестве домена верхнего уровня в глобальной системе доменных имен (DNS).
Другие зарезервированные домены: .example, .localhost, .test.
Этот общий домен верхнего уровня был зарезервирован для снижения вероятности конфликтов и путаницы. Таким образом это имя можно использовать в документации или для тестирования.
Домен верхнего уровня .invalid иногда используется в качестве имени домена в псевдо-унифицированных идентификаторах ресурса (англ. Uniform Resource Identifier — URI) для информирования об ошибке при наборе адреса или для защиты частной жизни. Например, в протоколе установления сеанса (англ. Session Initiation Protocol — SIP) область anonymous.invalid в SIP URI указывает на сокрытие личности звонящего.